# Obedas
Obedas är ett släkte av insekter. Obedas ingår i familjen Tropiduchidae.
Kladogram enligt Catalogue of Life:
| Obedas | \| \| Obedas proboscidea \| \| \| \| \| \| Obedas proboscideus \| \| \| \| |
|        | \| \| Obedas proboscidea \| \| \| \| \| \| Obedas proboscideus \| \| \| \| |
|        | Obedas proboscidea                                                         |
|        |                                                                            |
|        | Obedas proboscideus                                                        |
|        |                                                                            |